# Ethan Johns
Ethan Thomas Robert Johns (Merton, 1969) è un produttore discografico britannico.
È figlio di Glyn, a sua volta produttore discografico.

## Principali artisti con cui ha collaborato
Tra gli artisti o i gruppi con cui ha lavorato da produttore vi sono:
- Ryan Adams
- Kings of Leon
- Paul McCartney
- Ray LaMontagne
- Tom Jones
- Kaiser Chiefs
- Rufus Wainwright
- Crowded House
- The Boxer Rebellion
- The Vaccines
- Laura Marling
- The Staves
- Crosby, Stills and Nash
- Priscilla Ahn
- Michael Kiwanuka
- Paolo Nutini
- Turin Brakes
- Leona Naess
- Bernie Leadon
- Victoria Williams